# Tylocentrus reticulatus
Tylocentrus reticulatus är en insektsart som beskrevs av Van Duzee. Tylocentrus reticulatus ingår i släktet Tylocentrus och familjen hornstritar. Inga underarter finns listade i Catalogue of Life.